# Wolfgang Mischnick

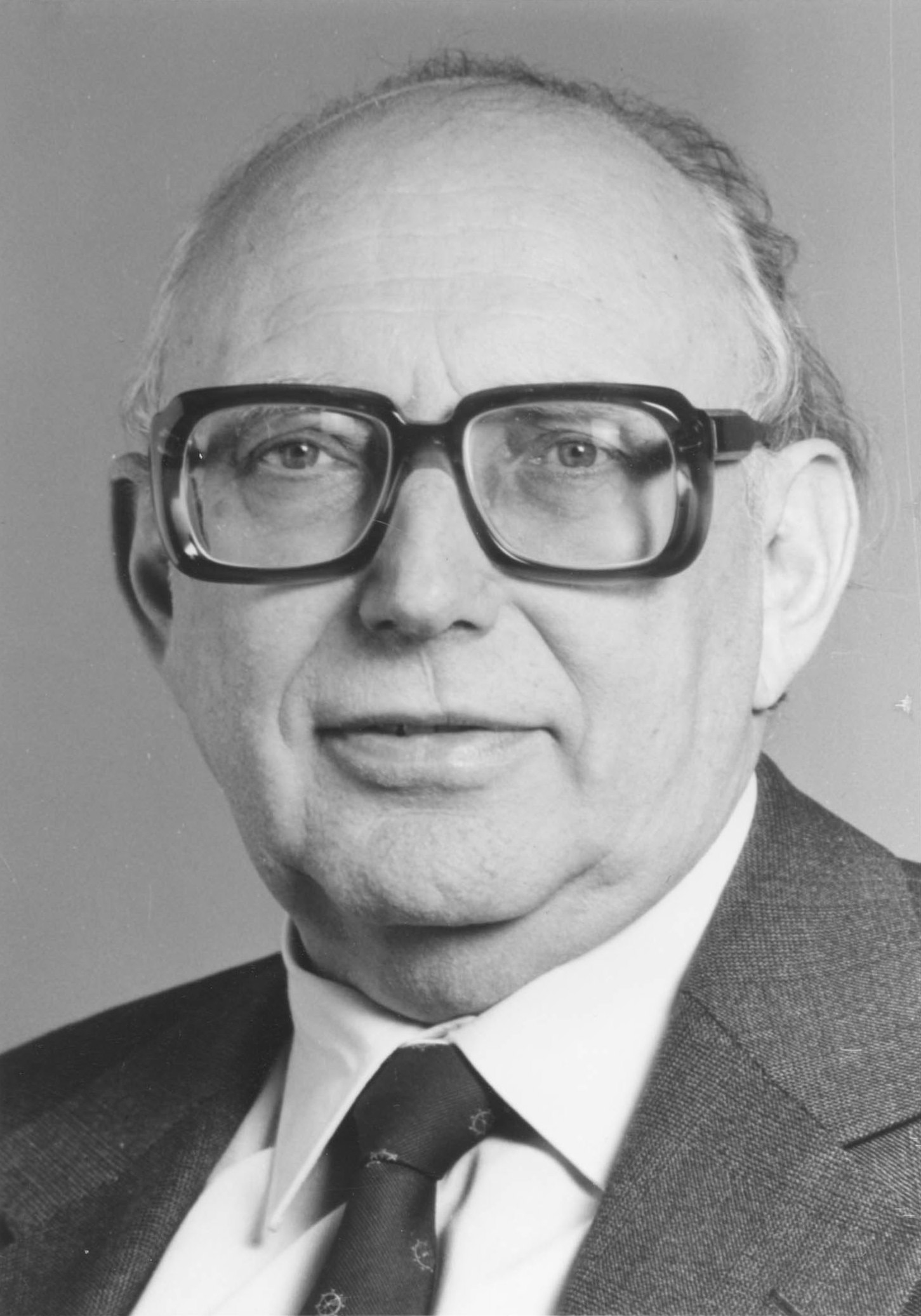
Wolfgang Mischnick (ca. 1985)

Friedrich Adolf Wolfgang Mischnick (* 29. September 1921 in Dresden; † 6. Oktober 2002 in Bad Soden am Taunus) war ein deutscher Politiker (FDP). Er war von 1961 bis 1963 Bundesminister für Vertriebene, Flüchtlinge und Kriegsgeschädigte und von 1968 bis 1991 Vorsitzender der FDP-Bundestagsfraktion, als solcher war er von 1968 bis 1969 Oppositionsführer.

## Leben und Beruf

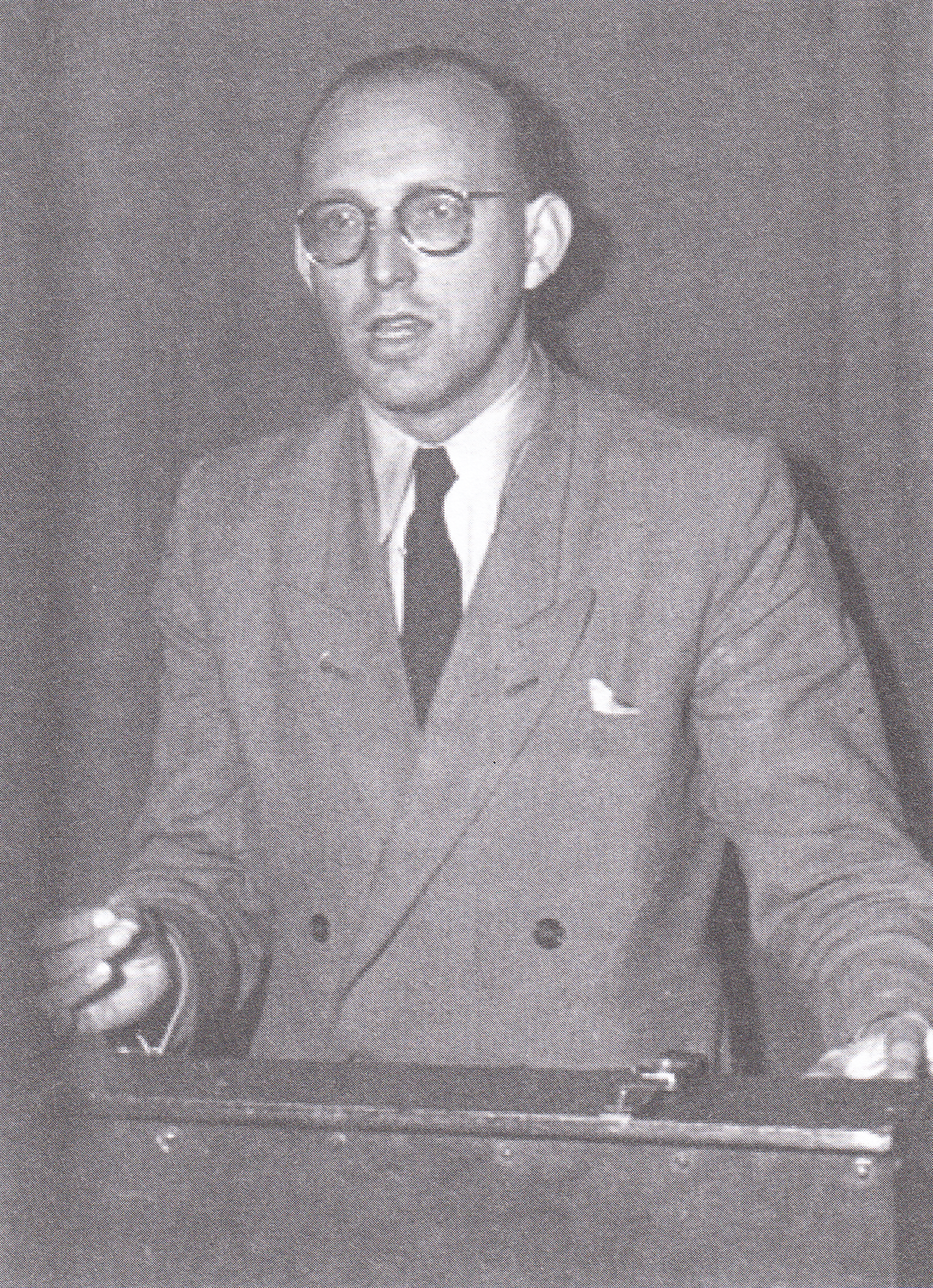
Mischnick im Jahr 1951

Mischnick wuchs in der Dresdner Neustadt als einziges Kind eines Zivilangestellten der Reichswehr und der Tochter eines Kolonialwarenhändlers auf. Seit 1928 besuchte er dort die 49. Volksschule, ehe er 1932 an das Staatsgymnasium wechselte. Nach dem ihm vorzeitig zuerkannten Notabitur nahm er von 1939 bis 1945 als Soldat, zuletzt im Range eines Leutnants der Infanterie, am Zweiten Weltkrieg teil. Als ehemaligem Offizier der Wehrmacht verbot ihm die sowjetische Besatzungsmacht das angestrebte Ingenieurstudium. Im Jahre 1948 wurde er mit einem Schreib- und Redeverbot belegt. Daraufhin – und um der drohenden Verhaftung durch das NKWD zu entgehen – floh er zunächst nach Berlin, wenig später nach Frankfurt am Main. Von 1953 bis 1957 war er Vizepräsident der Verbandsversammlung des Landeswohlfahrtsverbandes Hessen. Zwischen 1957 und 1961 bekleidete er auch das Amt des Hessischen Landesvorsitzenden im Gesamtverband der Sowjetzonenflüchtlinge. Außerdem war er Mitglied im Kuratorium der Stiftung Deutsche Sporthilfe.
Wolfgang Mischnick starb im Alter von 81 Jahren und wurde auf dem alten Friedhof von Kronberg im Taunus beigesetzt. Er war zweimal verheiratet und hatte drei Kinder.

## Partei

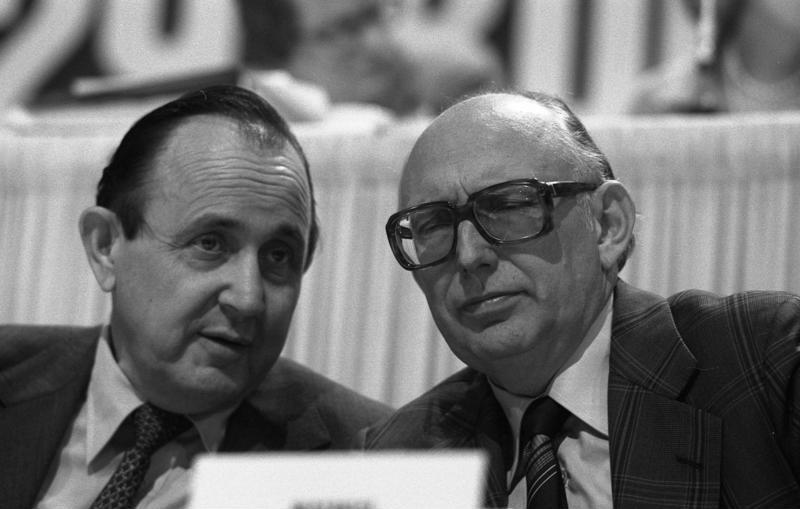
Hans-Dietrich Genscher und Mischnick auf dem FDP-Bundesparteitag 1978

Nach Kriegsende gehörte Mischnick zu den Mitbegründern der LDP in Dresden. Er wurde LDP-Jugendreferent für Sachsen und gehörte ab 1946 dem geschäftsführenden Zentralvorstand der LDP für die Sowjetische Besatzungszone an. Er wandte sich gegen den politischen Monopolanspruch der Freien Deutschen Jugend (FDJ) und die Vereinnahmung von Kindern in der Pionierorganisation Ernst Thälmann. Im Jahre 1947 wurde er zum stellvertretenden Landesvorsitzenden der LDP Sachsen gewählt. Die Wahl wurde jedoch von der sowjetischen Besatzungsmacht annulliert.
Nach seiner Flucht nach Westdeutschland wurde Mischnick Mitglied der FDP in Hessen. Von 1954 bis 1957 war er Bundesvorsitzender der FDP-Jugendorganisation, der Deutschen Jungdemokraten. Zwischen 1954 und 1991 saß er auch im FDP-Bundesvorstand, davon in den Jahren 1964 bis 1988 als Stellvertretender Bundesvorsitzender. Zudem war er in den 1950er Jahren Vorsitzender des FDP-Kreisverbandes Frankfurt am Main.
Von 1954 bis 1967 war Mischnick daneben auch Stellvertretender Landesvorsitzender der FDP in Hessen, von 1967 bis 1977 amtierte er dann als deren Landesvorsitzender. Am 31. Mai 1973 nahm Mischnick zusammen mit Herbert Wehner (SPD) an einem Treffen mit dem Ersten Sekretär des ZK der SED, Erich Honecker, in der DDR teil. Im Jagdhaus Hubertusstock in der Schorfheide wurden humanitäre Fragen der deutsch-deutschen Beziehungen erörtert.
Von 1987 bis 1995 war Mischnick Vorsitzender der FDP-nahen Friedrich-Naumann-Stiftung. Er war zeitweilig Mitglied im Kuratorium der Wolf-Erich-Kellner-Gedächtnisstiftung. Von 1987 bis 1995 war er als Mitherausgeber der von der Stiftung herausgegebenen Zeitschrift liberal tätig.
Der umfangreiche Nachlass von Mischnick befindet sich im Archiv des Liberalismus der Friedrich-Naumann-Stiftung für die Freiheit in Gummersbach.

## Abgeordneter

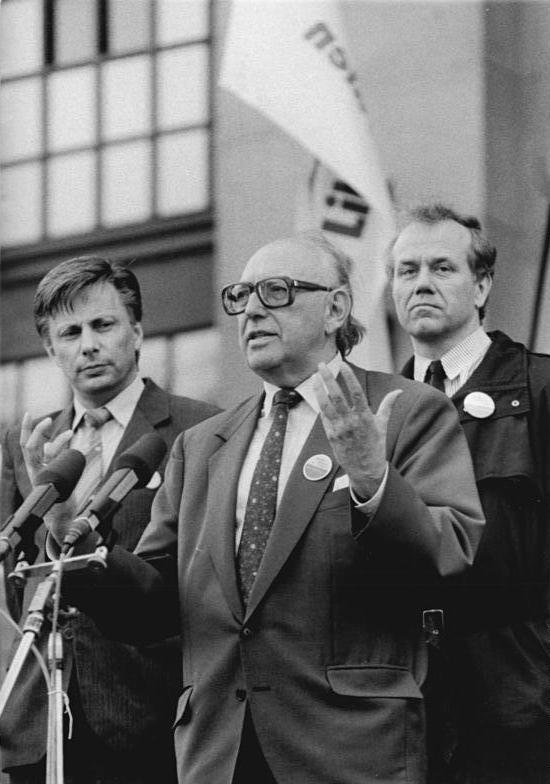
Mischnick mit dem LDP-Vorsitzenden Rainer Ortleb im Wahlkampf des Bundes Freier Demokraten zur Volkskammerwahl 1990

1946 wurde Mischnick in die Stadtverordnetenversammlung von Dresden gewählt. Von 1954 bis 1957 war er Mitglied des Hessischen Landtages. Hier fungierte er als Parlamentarischer Geschäftsführer der FDP-Landtagsfraktion. Von 1956 bis 1961 sowie von 1964 bis 1972 war er Mitglied in der Stadtverordnetenversammlung von Frankfurt am Main. Er bekleidete zwischen 1956 und 1961 sowie 1964 und 1968 das Amt des Fraktionsvorsitzenden.
Von 1957 bis 1994 war Wolfgang Mischnick Mitglied des Deutschen Bundestages. Von 1959 bis 1961 war er Parlamentarischer Geschäftsführer der FDP-Bundestagsfraktion. Nach seinem Ausscheiden aus der Bundesregierung wurde er 1963 zum Stellvertretenden Vorsitzenden und 1968 schließlich zum Vorsitzenden der FDP-Bundestagsfraktion gewählt. Als solcher fungierte er bis zum Amtsantritt der Regierung Brandt am 21. Oktober 1969 als Oppositionsführer gegen die Regierung Kiesinger. Von 1969 bis 1972 und 1976 bis 1983 war er zudem stellvertretender Vorsitzender des Gemeinsamen Ausschusses gemäß Artikel 53a des Grundgesetzes und von 1972 bis zum 8. Dezember 1982 stellvertretender Vorsitzender des Sportausschusses.
Erst 1991 schied Mischnick auf eigenen Wunsch aus dem Amt des Fraktionsvorsitzenden aus, das er länger innehatte als jeder andere Fraktionsvorsitzende in der Geschichte des Bundestags, und wurde daraufhin zum Ehrenvorsitzenden der FDP-Bundestagsfraktion gewählt. Berühmt ist Mischnicks Rede vor dem Deutschen Bundestag anlässlich des Misstrauensvotums gegen Helmut Schmidt am 1. Oktober 1982.
Wolfgang Mischnick zog 1990 über die Landesliste Sachsen und davor stets über die Landesliste Hessen in den Bundestag ein.

## Öffentliche Ämter
Nach der Bundestagswahl 1961 wurde Mischnick als damals jüngster Minister am 14. November 1961 zum Bundesminister für Vertriebene, Flüchtlinge und Kriegsgeschädigte in der von Bundeskanzler Konrad Adenauer geführten Bundesregierung ernannt. Im Zuge der Spiegel-Affäre trat er am 19. November 1962 gemeinsam mit den anderen FDP-Bundesministern zwar zurück, wurde aber am 13. Dezember 1962 erneut in dieses Amt berufen. Mit dem Rücktritt von Konrad Adenauer schied auch Mischnick am 11. Oktober 1963 aus der Bundesregierung aus.

## Politische Initiativen

### Rentenpolitik
1963 legte Mischnick einen Vorschlag zur Rentenreform vor, den sogenannten „Mischnick-Plan“, der die Rentenreform Adenauers von 1957 ablösen sollte. Er zielte darauf ab, einerseits die außerhalb des bestehenden, am Arbeitslohn orientierten Rentensystems stehenden Mitbürger, wie Selbstständige oder Sozialhilfe-Empfänger, ebenfalls im Alter abzusichern. Andererseits sollte mehr Freiraum für die private Vorsorge geschaffen werden. Der „Mischnick-Plan“ sah deshalb eine staatlich finanzierte Grundrente vor, zudem eine Beitragsrente, in die 15 Jahre einbezahlt werden sollte, sowie eine anschließende private Vorsorge.

### Sportpolitik
Mischnick verdankte einen Teil seiner Popularität seinem sportpolitischen Engagement. Dem Sportausschuss des Deutschen Bundestages gehörte er seit dessen Gründung 1969 bis 1994 an und war zeitweise dessen Stellvertretender Vorsitzender. Er war Mitglied des Kuratoriums der Deutschen Sporthilfe, Stifter des Wolfgang-Mischnick-Pokals für Geher und bis 1990 über 15 Jahre Verwaltungsratsmitglied bei Eintracht Frankfurt. Er arbeitete auch in der Sepp-Herberger-Stiftung mit. Regelmäßig wurde bei der FDP ein Tennisturnier um einen Wolfgang-Mischnick-Pokal ausgetragen. Gegenüber dem Boykott der Olympischen Sommerspiele 1980 als Reaktion auf den sowjetischen Einmarsch in Afghanistan war er skeptisch und trat für die Unabhängigkeit des Sports ein. Letztendlich trug er den Boykott jedoch mit, weil er ihn als „Gebot der Solidarität mit den USA“ betrachtete.

## Auszeichnungen
Mischnick war Großoffizier der französischen Ehrenlegion. Er wurde 1968 mit dem Großen Verdienstkreuz mit Stern und Schulterband und 1973 mit dem Großkreuz des Verdienstordens der Bundesrepublik Deutschland. ausgezeichnet. Ferner wurden ihm das Große Goldene Ehrenzeichen mit Stern der Republik Österreich, der Bannerorden der Ungarischen Republik, der Verdienstorden des Freistaates Sachsen, der Hessische Verdienstorden, die Wilhelm-Leuschner-Medaille, die Freiherr-vom-Stein-Plakette, die Römerplakette der Stadt Frankfurt am Main, die Reinhold-Maier-Medaille und die Wolfgang-Döring-Medaille verliehen.
In Gröditz wurde die ehemalige Straße Am Osttor in Wolfgang-Mischnick-Straße umbenannt. Auch in Mischnicks Heimatstadt Dresden wurde in einem Wohnbaugebiet im Stadtteil Albertstadt eine Straße nach ihm benannt.

## Veröffentlichungen (Auswahl)
- Die Meinung des Bürgers sichtbar machen – Verantwortung delegieren, in: Parlamentarische Demokratie, hrsg. von der Bundeszentrale für Politische Bildung. Bonn 1983, S. 14–18.
- Von Dresden nach Bonn. Erlebnisse – jetzt aufgeschrieben. Deutsche Verlags-Anstalt, Stuttgart 1991, ISBN 3-421-06612-4.
- Von Dresden nach Bonn und zurück. Erfahrungen und Erinnerungen aus 5 Jahrzehnten politischer Verantwortung in Deutschland, Fürstenfeldbruck 1996, ISBN 978-3-931548-10-0.
- Thomas Dehler und die deutsche Einheit. In: Haus der Geschichte der Bundesrepublik Deutschland (Hrsg.): Thomas Dehler und seine Politik. Nicolaische Verlagsbuchhandlung, Berlin 1998, ISBN 3-87584-721-0, S. 70–74.